# Оси
Оси (итал. Ossi) је насеље у Италији у округу Сасари, региону Сардинија.
Према процени из 2011. у насељу је живело 5713 становника. Насеље се налази на надморској висини од 321 м.

## Становништво
Према резултатима пописа становништва 2011. у општини је живело 5.876 становника.
| 1931. | 1936. | 1951. | 1961. | 1971. | 1981. | 1991. | 2001. | 2011. |
| ----- | ----- | ----- | ----- | ----- | ----- | ----- | ----- | ----- |
| 4.013 | 4.072 | 4.223 | 4.632 | 4.982 | 5.390 | 5.607 | 5.735 | 5.876 |